# Adolf Heusinger

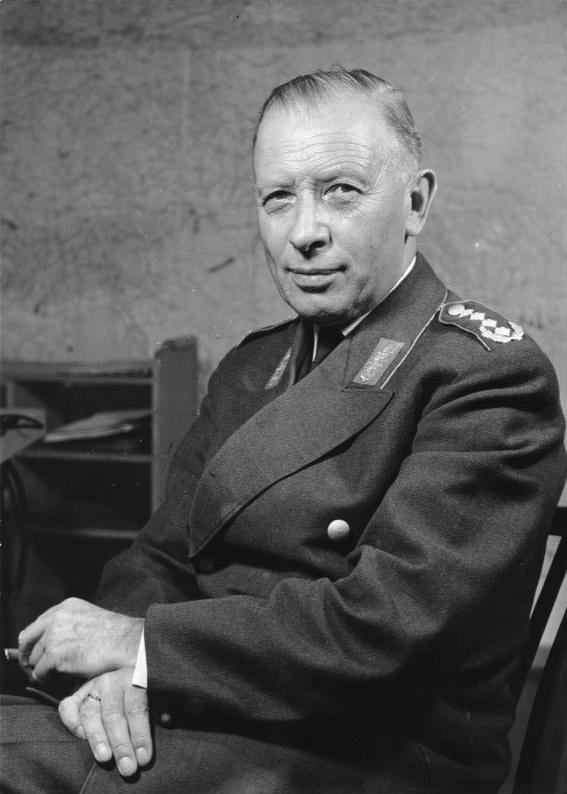
Adolf Heusinger, um 1960

Adolf Bruno Heinrich Ernst Heusinger (* 4. August 1897 in Holzminden; † 30. November 1982 in Köln) war ein deutscher General und von 1957 bis 1961 der erste Generalinspekteur der Bundeswehr. Heusinger diente in vier deutschen Armeen: Von 1915 bis 1918 im Heer des Deutschen Kaiserreichs, von 1920 bis 1935 in der Reichswehr, von 1935 bis 1945 in der Wehrmacht, in der er von 1937 bis 1944 die Operationsabteilung des Generalstabes im Oberkommando des Heeres führte. Von 1955 bis 1964 war Heusinger schließlich Soldat der neugegründeten Bundeswehr, an deren Aufbau er maßgeblichen Anteil hatte. Zuletzt war er Vorsitzender des NATO-Militärausschusses.

## Leben bis 1945
Sein Vater war der 1862 in Gandersheim geborene Gymnasiallehrer Ludwig Heusinger († 1924), der in Helmstedt Gymnasialdirektor wurde. Seine Mutter Charlotte († 1913) entstammte der Adelsfamilie von Alten aus Helmstedt. Sein jüngerer Bruder Bruno Heusinger wurde später Präsident des Bundesgerichtshofes.
Beförderungen
- 18. Oktober 1915 Unteroffizier
- 31. März 1916 Fähnrich
- 4. Juli 1916 Leutnant
- 31. Juli 1925 Oberleutnant
- 1. Oktober 1932 Hauptmann
- 1. März 1936 Major
- 1. April 1939 Oberstleutnant
- 1. August 1940 Oberst
- 1. Dezember 1941 Generalmajor
- 1. Januar 1943 Generalleutnant
- 12. November 1955 Generalleutnant
- 1. Juni 1957 General

Adolf Heusinger besuchte von 1907 bis 1910 das Gymnasium in Holzminden und von Januar 1911 bis 1915 das Humanistische Gymnasium Julianum in Helmstedt. Am 13. April 1913 starb seine Mutter. Nach Ausbruch des Ersten Weltkrieges absolvierte er im November 1914 eine vormilitärische Ausbildung. 1915 verließ er die Schule mit einem Notabitur und trat am 17. Juni 1915 als Freiwilliger (Fahnenjunker) in das 7. Thüringische Infanterie-Regiment Nr. 96 in Gera ein. Von August bis November 1915 absolvierte er einen Ausbildungskurs in Döberitz. Von Dezember 1915 bis Juni 1916 war er im Felde eingesetzt. Es folgte eine Verwundung und die Genesung im Kriegslazarett Dun, Reservelazarett Hildburghausen und Reservelazarett Helmstedt. Im August 1916 kam er zurück zur Truppe. Von September bis November 1916 absolvierte er den 12. kriegswissenschaftlichen Lehrgang in Erfurt. Im November wurde er Kompanieoffizier. Es folgte ein Gasschutzkurs in Gent (1916) und ein MG-Kurs in Solesmes (1917). Im März 1917 wurde er stellvertretender Bataillonsadjutant und im April 1917 Nachrichtenoffizier. Am 4. Juli 1917 wurde er zum Leutnant befördert. Im Herbst 1917 geriet er schwer verwundet in Flandern in britische Kriegsgefangenschaft. Bis Dezember 1919 war Heusinger in einem Lager in Yorkshire.
Nach seiner Entlassung begann er zunächst ein Studium der Rechts- und Staatswissenschaften an der Universität Göttingen, wurde dann aber nach einigen Zwischenstationen im Mai 1920 neu vereidigt und trat im Oktober 1920 als Leutnant in das 15. Infanterie-Regiment der Reichswehr in Kassel ein. Am 31. Juli 1925 erhielt er die Beförderung zum Oberleutnant. Im Februar 1927 absolvierte er die Wehrkreisprüfung als Jahrgangsbester. Danach wurde er zum 5. Artillerie-Regiment kommandiert. Von 1927 bis 1929 nahm er an der Führergehilfenausbildung bei der 5. Division in Stuttgart teil. Danach wurde er in den Stab der 3. Division und einem Lehrgang für Führergehilfen im Reichswehrministerium in Berlin versetzt. Im Oktober 1929 war er zur Kommandantur in Berlin kommandiert. Von 1930 bis 1934 diente er als Generalstabsoffizier in der Operationsabteilung des Truppenamtes im Reichswehrministerium.
Am 23. September 1931 heiratete Heusinger in Kassel die Kunsthistorikerin und Tochter eines Arztes, Gerda Luise Krüger (* 17. August 1907), mit der er zwei Töchter (Ruth * 21. Juli 1932 und Ada * 1. Juni 1939) hatte.
Am 1. Oktober 1932 wurde Heusinger zum Hauptmann befördert. Von 1934 bis 1935 war er Kompaniechef im II. Bataillon des Infanterie-Regiments 18 in Paderborn und von 1935 bis 1937 Erster Generalstabsoffizier (Ia) der 1. Infanterie-Division in Allenstein. Dort wurde er am 16. März 1936 zum Major befördert und diente in der 11. Infanterie-Division. Für die Zeit vom 17. Juni bis zum 10. Juli 1937 genehmigte ihm das Heerespersonalamt einen Auslandsurlaub in Schwarzort im von Litauen annektierten Memelland. Von August 1937 bis 1944 versah er seinen Dienst in der Operationsabteilung des Generalstabes im Oberkommando des Heeres in Berlin. Er war maßgeblich beteiligt an den Plänen für eine militärische Aggression zur Zerschlagung der Tschechoslowakei 1938/39.

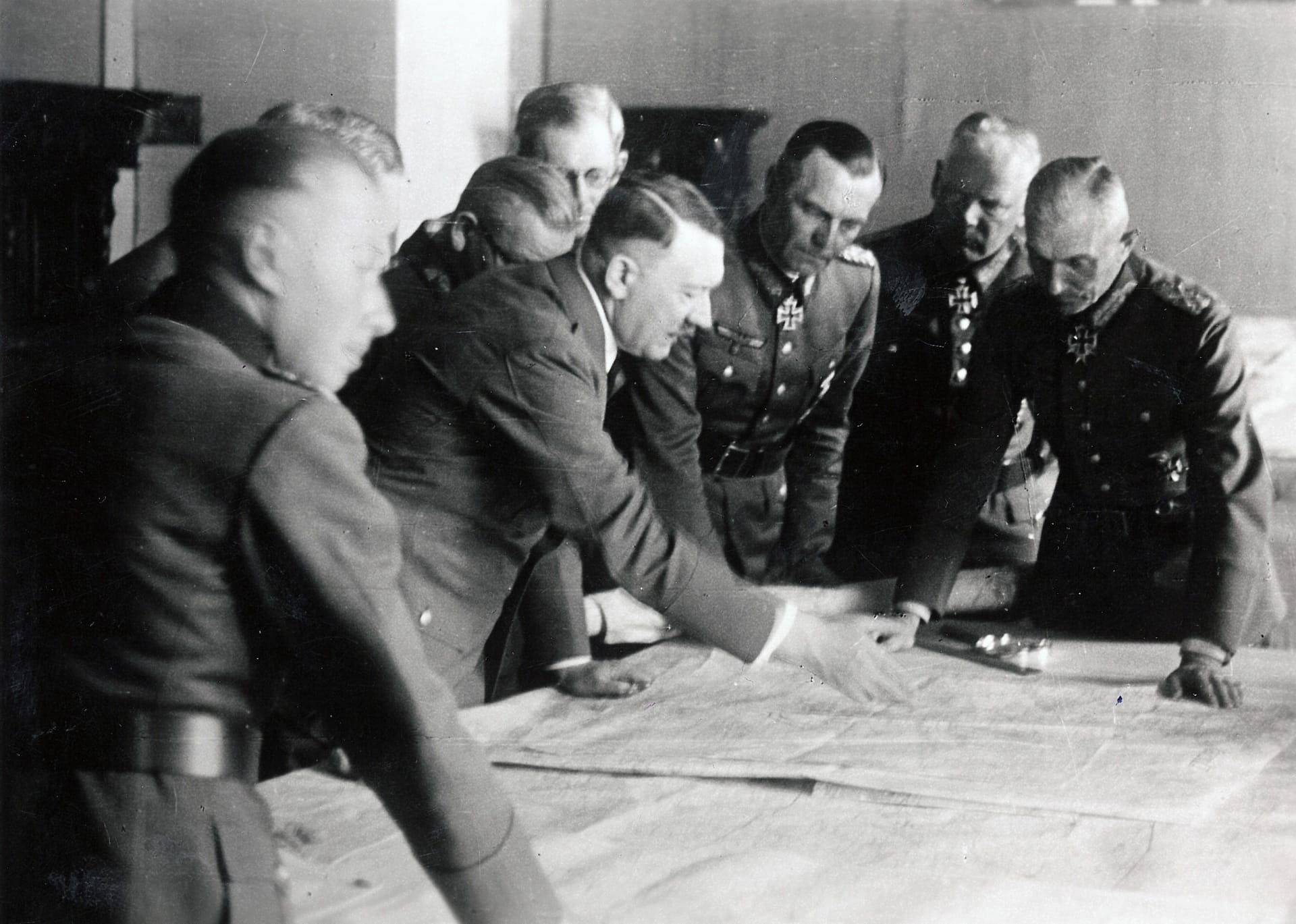
Heusinger (ganz links) bei Lagebesprechung mit Hitler, 1. Juni 1942

Heusinger wurde am 20. März 1939 zum Oberstleutnant und am 1. August 1940 zum Oberst befördert. In seinem Aufgabenbereich war er unmittelbar in die Vorbereitung und Durchführung des deutschen Überfalls auf Polen am 1. September 1939 – Fall Weiss – einbezogen. Ab dem 15. Oktober 1940 war er Chef der Operationsabteilung des Generalstabes im Oberkommando des Heeres (OKH), die mit der strategischen und operativen Führung der Heeresverbände befasst war. In dieser Position war er in die Vorbereitung und den Beginn des Überfalls auf die Sowjetunion im Juni 1941, das Unternehmen Barbarossa einbezogen. Bereits im März 1941 war das OKH in der Person Halders, Heusingers und Eduard Wagners von Hitler darüber informiert worden, dass der Krieg in Russland als „Vernichtungskampf“ geführt werden sollte. Außerdem war Heusinger auch maßgeblich an der Vorbereitung des für den Sommer 1942 geplanten Fall Blau beteiligt, der Sommeroffensive der Wehrmacht im Jahr 1942 während des Deutsch-Sowjetischen Krieges. Zuvor hatten sich Heusinger und der Chef des Generalstabs, Franz Halder, bei Adolf Hitler im Konflikt über die Richtung dieses „Zweiten Feldzuges in Russland“ nicht durchsetzen können. Beide hätten einem Stoß in Richtung Moskau anstatt Stalingrad/Kaukasus den Vorzug gegeben.
Seit August 1942 koordinierte Heusinger die „Partisanenbekämpfung“ in den besetzten Gebieten und ließ in seiner Organisationsabteilung „Richtlinien für die Bandenbekämpfung“ ausarbeiten. Als Zeuge in den Nürnberger Prozessen sagte er aus, dass die Behandlung der Zivilbevölkerung und die Methoden der Bandenbekämpfung im Operationsgebiet der obersten politischen und militärischen Führung eine willkommene Gelegenheit zur Umsetzung ihrer Ziele, nämlich der „systematische[n] Reduzierung des Slawen- und Judentums“, geboten habe. Während Heusingers Biograph Georg Meyer diesem attestiert, die Zivilbevölkerung trotz allem geradezu verständnisvoll behandelt zu haben, um den Partisanen ihre Operationsbasis zu entziehen, sieht Johannes Hürter diese Wertung durch Heusingers Vorschlag, einen Streifen von 50 km auf beiden Seiten der Nachschublinien rücksichtslos evakuieren zu lassen, widerlegt.
Am 23. Dezember 1941 wurde Heusinger mit Wirkung ab 1. Dezember 1941 zum Generalmajor und am 21. Januar 1943 zum Generalleutnant befördert. Nach der Erkrankung von Generaloberst Kurt Zeitzler wurde Heusinger im Juli 1944 mit dessen Vertretung beauftragt und amtierte somit für etwa zwei Wochen als Generalstabschef des Heeres.
Heusinger wusste von den Plänen der Verschwörer des Attentates gegen Hitler. Er war aber an der konkreten Planung und Ausführung nicht beteiligt. Trotz der Einsicht, dass der Krieg verloren sei, war der Generalleutnant der Meinung, seine Soldatenpflicht erfüllen zu müssen. Von dem unmittelbar bevorstehenden Anschlag ahnte er offenbar nichts. Am 20. Juli 1944 stand er unmittelbar neben Hitler, als die Bombe explodierte, die Claus Schenk Graf von Stauffenberg in seiner Aktentasche zurückgelassen hatte. Heusinger erlitt Kopf-, Arm- und Beinverletzungen. Danach wurde er in die Führerreserve versetzt. Am 23. Juli 1944 wurde er im Lazarett in Rastenburg von der Gestapo verhaftet, im Oktober 1944 allerdings wieder aus der Haft entlassen, da ihm nichts nachgewiesen werden konnte. In seiner Haftzeit verfasste er auch eine von Hitler wohlwollend aufgenommene „Denkschrift“, in der er nicht den 20. Juli 1944, sondern die allgemeine militärische Entwicklung thematisierte.
Am 6. September 1944 erhielt der neue Generalstabschef des Heeres, Heinz Guderian, von Hitler die Erlaubnis, gemeinsam mit der SA einen Landsturm zur Verteidigung des Ostens aufzustellen. Martin Bormann griff diese Initiative auf und überzeugte Hitler am 14. September davon, stattdessen die NSDAP mit der Organisation der neuen Verbände zu betrauen. Am 25. September 1944 erging dazu der Führererlass zur Bildung des Volkssturmes. Da Guderian später schrieb, er habe bei seinem Vorschlag einen Plan der Organisationsabteilung Heusingers aufgegriffen, wurde Heusinger auch als geistiger Urheber des Volkssturms angesehen. Heusinger bestritt Guderians Version 1956, zwei Jahre nach dessen Tod. Sein Plan eines „Landsturmes“ habe allein der Evakuierung Ostpreußens dienen sollen, während bewaffnete Zivilisten nach seiner Ansicht keinen Platz in der modernen Kriegführung hätten.
Kurz vor Kriegsende, am 25. März 1945, wurde Heusinger zum ersten Chef des neugeschaffenen Karten- und Vermessungswesens der Wehrmacht ernannt, trat seinen Dienst jedoch nicht mehr an.

## Nach dem Zweiten Weltkrieg
Bis Mitte April 1945 lebte Heusinger als Zivilist getarnt in Walkenried im Harz. Nach Kriegsende kam er in amerikanische Kriegsgefangenschaft. Von 1945 bis 1948 stand er unter alliierter Aufsicht. Er sagte während dieser Zeit mehrmals in den Nürnberger Prozessen aus.
Zu Beginn des Kalten Krieges entschied sich Heusinger 1948 persönlich für eine Zusammenarbeit mit der Organisation Gehlen des ehemaligen Generals Reinhard Gehlen in der ehemaligen Reichssiedlung Rudolf Heß in Pullach. So war er von 1948 bis 1950 unter dem Decknamen Adolf Horn Leiter der Auswertung der Organisation Gehlen und u. a. mit der Auskundschaftung der militärischen Lage der Sowjetunion befasst. Zudem wurde Heusinger 1947 Stellvertreter Franz Halders in der Leitung der deutschen Abteilung der kriegsgeschichtlichen Forschungsgruppe der United States Army. Nach Einschätzung des Militärhistorikers Rolf-Dieter Müller lenkte er zusammen mit Gehlen und Halder in seinen Nachkriegsdarstellungen von der Mitverantwortung der Generalität, und damit seiner eigenen Kriegsschuld, bei der Planung des Überfalls auf die Sowjetunion ab und versuchte „Hitler als Alleinschuldigen für den Ostkrieg und das Scheitern eines vermeintlich genialen Feldzugsplans hinzustellen“.
Heusinger war Anfang der 1950er Jahre Mitglied der Schnez-Truppe, einer von ehemaligen Wehrmachts- und Waffen-SS-Offizieren gebildeten Geheimarmee.

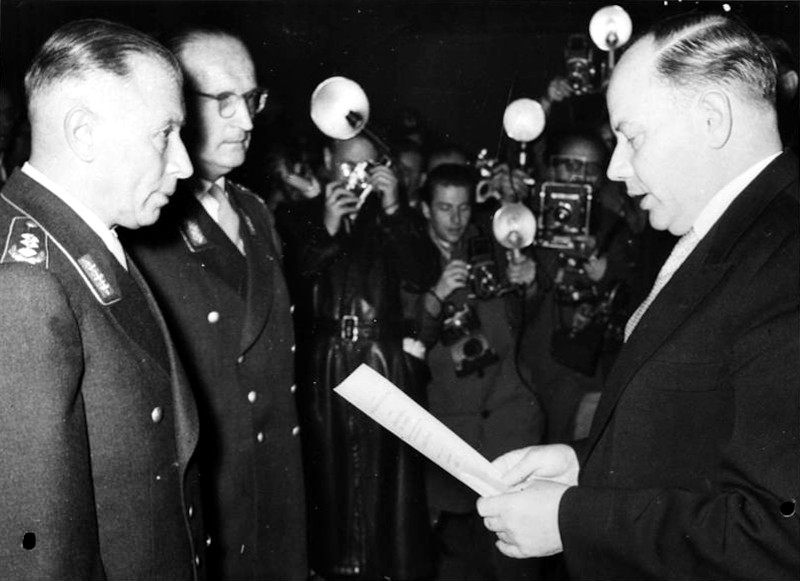
Generalleutnant Adolf Heusinger und Generalleutnant Hans Speidel mit Bundesminister der Verteidigung Theodor Blank bei Überreichung der Ernennungsurkunden für die ersten 101 Freiwilligen der Bundeswehr

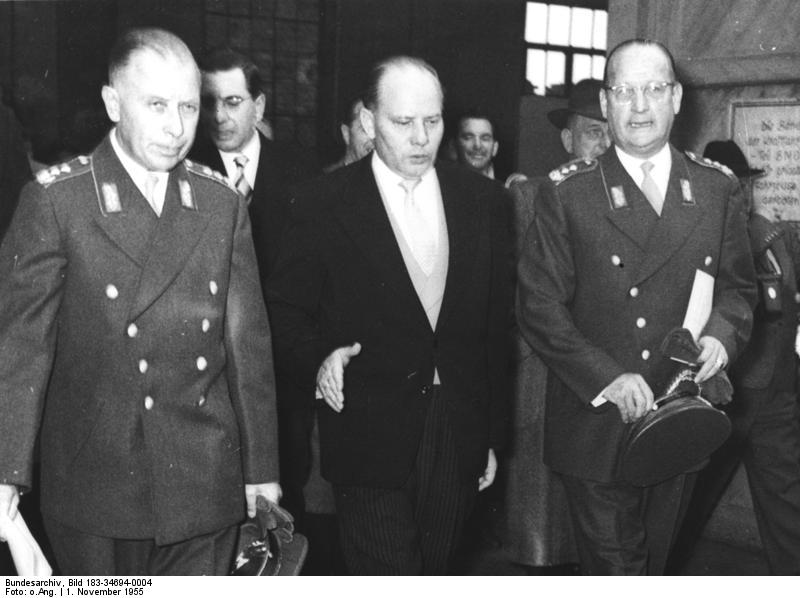
Heusinger (links) mit Theodor Blank und Hans Speidel 1955

Im Jahre 1950 veröffentlichte er das autobiografische Buch Befehl im Widerstreit, Schicksalsstunden der deutschen Armee 1923–1945. Im Dezember 1950 wurde er Berater der westdeutschen Bundesregierung unter Bundeskanzler Konrad Adenauer für die Petersberg-Gespräche mit den Alliierten. So nahm er an mehreren Treffen mit dem US-amerikanischen Hohen Kommissar John Jay McCloy und später Samuel Reber sowie US-General George Price Hays teil. Am 22. Januar 1951 nahm er mit Adenauer und Hans Speidel an einem Treffen mit McCloy und dem Supreme Allied Commander Europe Dwight D. Eisenhower teil, bei der sich herausstellte, dass Eisenhower die beiden früheren Generäle sehr wertschätzte und sie positiv für die Idee einer Europäischen Verteidigungsgemeinschaft (EVG) gewinnen wollte.
Ab 1952 wurde Heusinger Leiter der Militärischen Abteilung im Amt Blank, dem Vorläufer des Bundesministeriums der Verteidigung, das 1955 seine Arbeit aufnahm. Von 1955 bis 1957 hatte er den Vorsitz im Militärischen Führungsrat inne.
Am 12. November 1955 erhielt Heusinger von Bundespräsident Theodor Heuss die Ernennungsurkunde zum Generalleutnant (eine Beförderung, da der Dienstgrad dem General-der-Infanterie der Wehrmacht entspricht) und wurde damit einer der ersten Generale der neu aufgestellten Streitkräfte der Bundesrepublik Deutschland. Ab dem 1. März 1957 war er Leiter der Abteilung Streitkräfte. Am 1. Juni desselben Jahres erhielt er die Beförderung zum General und die Ernennung zum ersten Generalinspekteur der Bundeswehr. Im Juni 1957 kritisierten Mitglieder des Personalgutachterausschusses, dass die Bundesregierung General Heusinger zum ersten Generalinspekteur der Bundeswehr ernannt hatte, ohne diese Absicht vorher mit dem Ausschuss zu beraten. Der Personalgutachterausschuss hatte bei der Prüfung Heusingers zur Einstellung in die Bundeswehr erklärt, dass dieser ungeeignet für die Bundeswehr sei.
Nach dem schweren Unglück in der Iller am 3. Juni 1957, bei dem 15 Grundwehrdienstleistende ums Leben gekommen waren, gründete Heusinger das Soldatenhilfswerk. Von 1961 bis zum 26. Februar 1964 war er Vorsitzender des Militärausschusses (Military Committee) der NATO in Washington, D.C., USA, und Mitinitiator der ab 1967 angewandten NATO-Nuklearstrategie der Flexible Response (flexible Erwiderung). Im Dezember 1961 verlangte die Sowjetunion erfolglos von den Vereinigten Staaten die Auslieferung Heusingers wegen der Kriegsverbrechen unter der Verantwortung des deutschen Generals während des Zweiten Weltkriegs. Im August 1963 erhielt Adolf Heusinger das Große Verdienstkreuz mit Stern und Schulterband des Verdienstordens der Bundesrepublik Deutschland.
Heusinger unterstützte Frankreichs Position im Algerienkrieg, da es gelte, die Ausbreitung des Kommunismus um jeden Preis zu verhindern. Im Jahr 1958 erhielt er die zweithöchste Auszeichnung der südkoreanischen Regierung.
Eine Atomwaffenfreie Zone in Mitteleuropa lehnte Heusinger ab, da das entstehende militärische „Vakuum“ den Bestand der Bundesrepublik gefährde.
Am 1. April 1964 trat Heusinger in den Ruhestand. Am 20. Juni 1966 nahm er an den Feierlichkeiten zum zehnjährigen Bestehen der Bundeswehrgarnison in seiner Geburtsstadt Holzminden teil. Seit 4. August 1967 gibt es den General-Heusinger-Preis, mit dem jährlich ein Teilnehmer des Generalstabslehrgangs an der Führungsakademie der Bundeswehr für hervorragende Leistungen geehrt wird.
Adolf Heusinger starb am 30. November 1982 in Köln. Am 31. Oktober 1986 erhielt eine der Kasernen in der Infanterieschule in Hammelburg den Namen General-Heusinger-Kaserne. In seiner Geburtsstadt Holzminden wurde zudem nahe der Pionierkaserne am Solling (ehemals Medem-Kaserne) die Heusingerstraße nach ihm benannt.

## Auszeichnungen
- Eisernes Kreuz (1914) II. und I. Klasse[15]
- Braunschweiger Kriegsverdienstkreuz II. Klasse[15]
- Reußisches Ehrenkreuz III. Klasse mit Schwertern[15]
- Reußische Silberne Verdienstmedaille mit Schwertern[15]
- Verwundetenabzeichen (1918) in Schwarz[15]
- Wehrmacht-Dienstauszeichnung II. Klasse
- Spange zum Eisernen Kreuz II. und I. Klasse
- Kriegsverdienstkreuz (1939) II. und I. Klasse mit Schwertern
- Freiheitskreuz I. Klasse mit Schwertern
- Verwundetenabzeichen 20. Juli 1944[16]
- Legion of Merit (Commander) (1960)
- Großes Verdienstkreuz mit Stern und Schulterband des Verdienstordens der Bundesrepublik Deutschland (1963)

## Schriften
- Befehl im Widerstreit – Schicksalsstunden der deutschen Armee 1923–1945. Rainer Wunderlich Verlag Hermann Leins, Tübingen 1950.
- mit Franz Josef Strauß: Der Offizier in der geistigen und politischen Situation der Gegenwart. Verlag Dr. Haus, Darmstadt 1957.
- Reden 1956–1961. Boldt Verlag, Boppard am Rhein 1961.

## Filme
- Der Fall Heusinger (DDR 1959, Regie: Joachim Hellwig).
- Fernsehinterview Heusingers mit Heinz Werner Hübner. In: Unternehmen Barbarossa. Die Vorgeschichte des Rußlandkrieges. Ein Bericht von Heinz Werner Hübner, Sendung des Westdeutschen Rundfunks am 21. Juni 1966.